# Educație non-formală
Educația non-formală (ENF) se referă la toate acele activități care sunt desfășurate în afara mediului școlar și care tind a dezvolta abilitățile, facultățile intelectuale și facultățile morale ale indivizilor. Se înțelege astfel, ca "educație non-formală, acel ansamblu de procese, ansamblu de medii și ansamblu de instituții specifice și diferențiat concepute (funcție de explicitele obiective de formare sau de instruire) care nu sunt direct orientate înspre obținerea de grade proprii (specifice) sistemului statal (oficial) de învățământ".(Trilla, 1998:30)
Educația non-formală este un tip de educație care cuprinde toate procesele și practicile care implică un grup social eterogen, dar a cărei structură instituțională nu certifică precum ciclurile  școlare, cu alte cuvinte, care are o intenționalitate educativă și o planificare a procesului de predare-învățare, numai că acest proces rămâne extra-școlar.

## Antecedente istorice ale educației non-formale
Termenul de educație non-formală s-a născut din nevoia de a se satisface cererea pe care societatea a pretins-o educației, prin anii șaizeci (1960), o analiză educațională detectând ceea ce la acel moment a fost numit drept: "criză mondială în educație", o criză ce într-un mod special își regăsea prezența în sistemele formale de învățământ (adică în clasicele "școli"). Sistemele educaționale formale erau menținute în aceleași medii, instituții și principii convenționale cu perimatele sisteme care funcționaseră până atunci și care cu greu reușiseră să facă față cererilor (solicitărilor) Societății (al Societății în întregul ei). Școala începea să fie grav pusă sub semnul întrebării, pe-atunci când (pe la sfârșitul anilor șaizeci și pe parcursul anilor șaptezeci), criticile s-au abătut în mod global asupra acestei instituții, a cam început să pună școala în adevărata ei lumină. Toate aceste critici făceau ca încrederea în această instituție (care devenise un fel de panaceu), să fie din ce în ce mai mică.
În prezent (și ca urmare a tuturor acestor critici), constatăm că școala continuă să ocupe un loc important în cadrul Societății (unde, fără îndoială, deja nu mai există nici o categorie de monopol educațional), în primul rând pentru că școala este doar unul dintre mai multiplele mijloace prin intermediul căruia se promovează un proces de predare-învățare circumstanțial (la momentul dat), și în al doilea rând, deoarece cadrul instituțional și metodologia școlară nu sunt întotdeauna atât de ideale încât sa acopere toate nevoile și toate cerințele educaționale, care, fără încetare, continuă sa apară. Prin urmare, a apărut necesitatea de a se crea noi mijloace și noi ambiente educaționale, funcțional complementate cu școala, și care au fost denumite "non-formale" (asta întâmplându-se pe la sfârșitul anilor șaptezeci) și astfel a apărut ca adaptat limbajului pedagogic, termenul de "educație non-formală".
Conceptul "educația non-formală" a început să capete popularitate prin 1967, odată cu Conferința Internațională privind Criza Mondială în Educație (ce a avut loc în Virginia, Statele Unite ale Americii), acolo unde elaborarea unui document bază pentru lucrările acestui congres a fiind încredințat Institutului Internațional pentru Planificarea Educației UNESCO, (conduse la acea dată de către P. H. Coombs), în care elaborare accentul a fost pus pe necesitatea de a se dezvolta mijloace educaționale diferite de cele, pana atunci, convenționale, iar acestora (spre diferențiere) li s-au atribuit denumirile de "educație informală" si de "educație formală". Pentru anul  1968, Coombs și colaboratorii săi au propus distingerea între educația formală, educația non-formală și educația informală. În anul 1974 deja erau definite aceste concepte, după cum urmează: Educație formală (sau educație curriculară) este acea educație instituționalizată, cronologic clasificată și ierarhic structurată, cu angrenare a individului în această formă educațională de la primii ani de școală primară, cu orizont deschis până în ultimii ani de universitate. Educația non-formală (educație ne-curriculară dar certificată) este acea activitate educațională organizată și sistematică, care este dată în afara cadrului oficial al instituției școlare, pentru a facilita învățarea atât a copiilor cât și a adulților.
Educația informală (educație și ne-curriculară și ne-certificată) este un proces care se produce de-a lungul întregii vieți a oricărei persoane, educație în cadrul căreia se dobândesc și se acumulează cunoștințe, abilități și aptitudini, prin intermediul trăitelor experiențe proprii ale fiecărui individ și al relației sale mediul sau ambiental.
De asemenea, de la începutul anilor șaptezeci s-au format grupuri instituționalizate pentru studiul educației non-formale, astfel că, conceptul de educație non-formală a ajuns la a fi adoptat și de către UNESCO. De remarcat faptul că Biroul Internațional al Educației (ca revistă internațională de educație), și-a dedicat numere întregi subiectului educație non-formală. Enciclopedia Internațională a Educației , în al treilea ei volum, a  inclus opt articole dedicate, în mod special, conceptului educație non-formală. 
În 1981, a avut loc Seminarul Ibero-American pe tema "Modalități non-formale în sprijinul educației persoanelor adulte", și a fost organizat de către Universitatea Autonomă din Barcelona. 
În 1983, s-a celebrat la Salamanca, Seminarul Inter-Universitar de Teoria Educației, seminar în care s-au abordat conceptele educație formală, educație non-formală și educație informală, ca prioritate pentru viitor. În anul 1991, în Llanes (Asturia, Spania), a avut loc al X-lea Seminar Inter-Universitar de Teoria Educației, care a fost dedicat educației non-formale.

## Istoria

### Philip H. Coombs
Philip Hall Coombs, în cartea sa lumea La crisis mundial de la educación (Criză mondială a educației) (1968), rezultat al Conferinței Internaționale privind Criza Mondială a Educației din 1967, este primul in a categorisi învățământul în funcție de obiectivele lui, de practicile sale pedagogice, și spațiile fizice în care acestea se desfășoară.
Propunerea sa se sprijină pe nevoia de studiu interdisciplinar necesar explicării complexității educative, cu accent pe recunoașterea "celorlalte sisteme de învățământ", care mai târziu s-ar caracteriza ca " educație formală "[...] care influențează viețile multor oameni, iar atunci când acestea sunt bine direcționate, au un mare potențial de a contribui rapid (și în mod substanțial) la dezvoltarea individuală și națională", , altfel spus, acest tip de educație este o alternativă care permite  tranziția către condiția normativă, și, prin urmare, este necesar să se organizeze, dintr-o perspectiva de dezvoltare, de către Stat.
În acest fel, el (Philip Hall Coombs) categorisește formele de educație în: educație formală, educație non-formală și educație informală, definind aceste concepte după cum urmează:
- Educația formală (sau "Sistemul educațional formal") a definit-o ca fiind: "sistemul de învățământ maxim instituționalizat, cronologic graduat și ierarhic structurat , care cuprinde tot parcursul dintre primii ani de școală elementară si până la ultimul an de universitate."
- Educația non-formală (sau "Sistemul educațional non-formal) a definit-o ca fiind: "orice activitate de învățământ organizată, sistematică, educativă, desfășurată în afara cadrului sistemului oficial (în afara sistemului educativ formal), menită a facilita anumitor subgrupuri specifice din rândurile populației (fie persoane adulte, fie copii), anumite tipuri de cursuri (ex: cursuri de frizerie, coafura, mecanografie, designer pagini web, și tot felul de cursuri autorizate).
- Educația informală a definit-o ca fiind: "un proces care durează toată viața și în cadrul căruia oamenii dobândesc și acumulează cunoștințe, abilități, aptitudini și moduri de discernământ prin experiența de zi cu zi și prin relația lor cu mediul lor înconjurător". Vârfurile (performanțele), educației informale se găsesc cel mai bine reflectate în "hobby"-uri.

Coombs denumește într-un mod nedeslușit educație non-formală și educație informală, întreaga diversitate de procese educaționale extra-școlare situata in afara cadrului sistemului de învățământ reglementat, considerând de putina operativitate ca o singură expresie să poată acoperi cu desemnarea ei, excesiva și diversificata amplitudine a sectorului  educațional extra-școlar.

### Educația non-formală în funcție de tipurile de națiuni
Coombs realizează o diferențiere a conceptului în funcție de tipurile de națiuni: industrializate sau în curs de dezvoltare.

#### Națiuni industrializate
Potrivit lui Coombs, educația non-formală si educația  informală, în țările industrializate este menită să compenseze și să completeze deficiențele din sistemul formal de educație, spre a satisface:
- Mobilitate a forței de muncă; convertirea de persoane ne-angajabile, în persoane angajabile.
- Actualizare/ Capacitare continuă în favoarea productivității
- Îmbunătățirea și îmbogățirea calității vieții; îmbunătățirea și îmbogățirea calității timpului liber (repausului).

#### Națiuni în curs de dezvoltare
Datorită caracteristicile lor distincte, națiunile în curs de dezvoltare folosesc educația non-formală ca pe un mijloc de a compensa lipsa unei baze solide a sistemului de învățământ, cu concentrarea atenției  înfocată pe acele persoane care nu au accesat vreodată sistemul de învățământ, sau, pe a acelora care, la vremea lor, au dezertat (dar care caută, totuși, să se reintegreze într-un model educațional).

### Antonio Colom
Antonio Colom a propus ca mod de analiză și de distincție între educația formală și educația non-formală, ideea de complementaritate și de continuitate. Distincția între cele două tipuri de educație "nu depinde de nici o variabilă pedagogică, fiind, în orice caz, cea care cel mai mult servește discriminării ambele tipuri de educație."

## Obiectivele educației non-formale
Obiectivelor educației non-formale, se pot introduce într-o listă, de forma următoare:
- Creare de programe educaționale care să încurajeze aptitudini, valori, competenți (abilități) și forme de organizare socială, capabile să prelucreze, sa promoveze si sa produc schimbarea și să acorde considerație satisfacerii necesităților existente.
- Crearea de programe de capacitare care să ducă la creșterea oportunităților de angajare, pentru ca omul sa poată ajunge la situația de a-și îmbunătăți veniturile familiei și modificarea în tot mai bine a condițiilor de viață.
- Transmiterea de cunoștințe de bază și de competențe (abilitați) necesare comunicării și integrarii în societate.
- Programele sunt adresate către persoane de diferite vârste, gen, statut social, rasă, etc

## Factorii care influențează ca educația non-formală sa fie în vigoare
- Creșterea cererii de educație.
- Rentabilitatea investițiilor în educație, în comparație cu cele convenționale.
- Tehnologia informației și a comunicațiilor facilitează o învățare metodică și eficace, chiar si în afara cadrului instituției școlare, servind ca bază formelor de educație ne-prezențiale și potențează într-o enormă măsură auto-didactica (asimilarea independentă).
- Școala a fost mult mai concentrată pe transmiterea de cunoștințe decât pe generarea "științei de a face", menținându-se complet străină de lumea activității lucrative, si este demnă de remarcat defazarea dintre ceea ce sistemele de învățământ produc în ce privește formarea profesională și cerințele de pe piața muncii. în fața unui astfel grad de ineficiență, educația non-formală s-a preocupat de crearea de programe pentru a solventa această deficiență.
- Toate modificările în jurul valorii de viața de familie, al ambientului de muncă, al mediului urban, împotriva marginalizării, etc, creează nevoi noi și diferite de necesități educative, si pe care trebuie să le acopere sistemul de educație non-formală.
- Criza clasicei școli contribuie, fără îndoială, la crearea mijloacelor, resurselor, inclusiv la crearea de instituții non-formale, pentru a completa, înlocui sau substitui educația convențională, în beneficiul vreunui determinat grup de indivizi (public țintă).

## Alte referințe
- Corchón Álvarez, Eudaldo, La escuela en el medio rural, Ed. Davinci, 2005.
- Trilla, Jaime, La educación fuera de la escuela, Ed. Planeta, 1985.
- http://wiludoki.org.ar%5Bnefuncțională%5D
- http://www.aulalibre.es/spip.php?article38 Arhivat în 8 ianuarie 2017, la Wayback Machine.
- https://web.archive.org/web/20220710000756/http://dineba.minedu.gob.pe/xtras/educacion_no_formal_ambiente.pdf
- http://www.redalyc.org/articulo.oa?id=44027114
- http://www.alcaldiabogota.gov.co/sisjur/normas/Norma1.jsp?i=1319